# Ørsta
Ørsta – norweskie miasto i gmina leżąca w regionie Møre og Romsdal.
Ørsta jest 136. norweską gminą pod względem powierzchni.

## Demografia
Według danych z roku 2005 gminę zamieszkuje 10 233 osób, gęstość zaludnienia wynosi 12,74 os./km².
Pod względem zaludnienia Ørsta zajmuje 100. miejsce wśród norweskich gmin.
| ludność stan na 1 stycznia 2005 |         |           |        |
|                                 | kobiety | mężczyźni | razem  |
| osób                            | 5172    | 5061      | 10 233 |
| %                               | 50,54%  | 49,46%    | 100%   |

| wykształcenie stan na 1 października 2004 |        |         |        |        |
|                                           | podst. | średnie | wyższe | niezn. |
| osób                                      | 1631   | 4858    | 1454   | 132    |
| %                                         | 20,2%  | 60,16%  | 18,01% | 1,63%  |

## Edukacja
Według danych z 1 października 2004:
- liczba szkół podstawowych (norw. grunnskolar): 11
- liczba uczniów szkół podst.: 1397

## Władze gminy
Według danych na rok 2011 administratorem gminy (norw. rådmann) jest Asbjørn Moltudal, natomiast burmistrzem (norw. ordfører, d. borgermester) jest Gudny Fagerhol.